# Imperialismo (Hobson)
Imperialismo foi um discurso político-econômico escrito por John A. Hobson em 1902.
Essencialmente Hobson relata que a expansão imperial é impulsionada pela busca de novos mercados e oportunidades de investimentos em regiões ultramarinas. O livro causou influência em pensadores como Nikolai Bukharin, Vladimir Lenin e Hannah Arendt.
Como cientista político, J.A. Hobson disse que era uma prática econômica, política e cultural comum às nações com um sistema econômico capitalista. Por causa de sua capacidade produtiva inata para gerar lucros, requer empreendimentos socioeconômicos de larga escala, de longo prazo e custosos, como o imperialismo. Uma sociedade capitalista poderia evitar o recurso ao imperialismo através da redistribuição radical dos recursos econômicos nacionais entre a sociedade e, assim, aumentar o poder de consumo econômico de cada cidadão. Depois de tais ajustes econômicos, uma nação capitalista, ela pode direcionar a produção e o consumo [consumerism | consumption]] de bens e serviços para os mercados do país, porque "os mercados internos são capazes de expansão indefinida ... desde que a "renda", ou poder de demanda de commodities, seja distribuída apropriadamente.